# A Sakál (film, 1997)
A Sakál (eredeti cím: The Jackal) 1997-ben bemutatott thriller Bruce Willis és Richard Gere főszereplésével, Michael Caton-Jones rendezésében. A film A Sakál napja (1973) című produkció remake-je, noha a történet szempontjából kevés közös vonás van az eredeti és az újabb változatban.

## Cselekmény
Valentyina Kozlova, az Orosz Biztonsági Szolgálat rendőr őrnagya és Carter Preston FBI igazgatóhelyettes közös rendőri akciója során Kozlova önvédelemből lelövi egy maffiózó fivérét, Gadzsi Muratot. Murat testvére, Terek egy profi bérgyilkost bérel fel, akit csak a „Sakál” néven ismernek, hogy Gadzsi haláláért bosszúból megöljön egy magas rangú amerikai politikai személyiséget (a neve nem derül ki a néző számára).
Az alakulat tudomást szerez a készülő megtorlásról, s nekikezdenek a Sakál utáni nyomozásnak. Azonban szembekerülnek egy problémával: bár a Sakál nem most kezdte a pályafutását, semmilyen információ nincs a birtokukban a gyilkossal kapcsolatban.
Kozlova és Carter Preston, az FBI igazgatóhelyettese hamarosan felfedezik, hogy Terek emberei információkat gyűjtenek Donald Brownról, az FBI igazgatójáról, és kapcsolatot teremtenek a Sakálhoz is. Mivel azonban az amerikai hatóságoknak egyelőre kevés információjuk van róla, és senki sem ismeri az arcát, meg kell találniuk az egykori ETA-terroristát, Isabella Zanconiát, aki korábban kapcsolatban állt a bérgyilkossal. Az egyetlen személy, aki tudja, hol van Isabella,  Declan Mulqueen, ex-IRA mesterlövész, aki hosszú büntetését tölti egy amerikai szigorított börtönben. Declan kezdetben kereken visszautasítja, majd beleegyezik, hogy segítsen nekik: ismeri a Sakál arcát, és megígéri, hogy segít az FBI-nak, ha Isabellát mindenből kihagyják. Declan számára ugyanis ez személyes bosszú lehetősége azon a férfin, aki közös születendő gyermekük halálát okozta, ami egyúttal Isabella és Declan között lévő kapcsolat szakadásához vezetett. Isabella azóta felhagyott a fegyveres harccal és polgári életet él.
Az FBI kizárja Mulqueen kegyelemben részesítését, és csak azt ígéri, hogy siker esetén áthelyezik egy alacsonyabb biztonsági fokozatú börtönbe.
Felváltva látjuk, amint Mulqueen és a rendőri különítmény versenyt fut az idővel a láthatatlan bérgyilkos nyomában; a titokzatos férfi az akciójához szükséges forrásokat gyűjti be, és közben igen ügyesen álcázza magát. A hajsza számos városon át vezet, így Washington, Moszkva, London, Helsinki, Chicago, Toronto és Montréal is az események helyszíne.
A Sakál eközben egy sor hamis személyazonosságot és egy géppisztolyt szerez, és felkészül az Egyesült Államokba való belépésre. Ian Lamont barkácsmesterrel építtet magának egy távirányítású forgó platformot egy speciális gépfegyverhez. Amikor a kissé naiv Lamont megmutatja neki a fegyvert, és megpróbál magasabb fizetséget kicsikarni belőle a tervrajzok megállapodás szerinti átadásáért, a Sakál lelövi, miközben éppen ezt a fegyvert teszteli a terepen. 
Declan elárulja az FBI-nak, hogy hol van Isabella, akivel korábban járt, de aki azóta saját családot alapított. Az FBI megfigyelése alatt Declan találkozik vele. Elbúcsúznak egymástól, majd a nő átadja neki egy szekrény kulcsát, ahol egy hamis útlevél és pénz vár rá, hogy visszautazzon Írországba. 
A Sakál eközben egy vitorlásverseny résztvevői közé keveredik a hajójával, így feltűnés nélkül jut be Kanadából az Egyesült Államokba. Egy washingtoni homoszexuális ügyvéd házában bújik meg, akivel korábban futó ismeretséget kötött. Miután megöli, Isabella házához indul, de ott csak Kozlova őrnagyot és néhány FBI-ügynököt talál. Mindannyiukat megöli. Nem sokkal később Declan megérkezik Isabella házához. A haldokló Valentina éppen elmondja neki a Sakál üzenetét, hogy „egyszerűen nem tudja megvédeni a nőit”, mielőtt a karjaiban meghal. E mondat és számos más nyom révén Declan rájön, hogy nem az FBI igazgatója a tervezett gyilkosság áldozata, hanem az amerikai First Lady, aki védnökként fog részt venni egy gyermekkórház megnyitóján. 
Az utolsó pillanatban Declan és Preston meg tudja akadályozni a merényletet, utóbbi a lábán sérül meg a golyószilánkoktól. Rendőrnek álcázva magát, a Sakál távirányítású gépfegyverrel lövöldözik a homlokzatra és a bámészkodó tömegre. Declan korábban már kiszúrta az autót, és egy több mint 750 méterről leadott lövéssel megrongálta a precíziós vezérlést. 
A Sakált a metróba kergeti, ahol az alagúton át tartó hosszas üldözés után a Sakál túszul ejt egy fiatal lányt a peronon, és arra kényszeríti az írt, hogy tegye le a fegyvert. Éppen amikor meg akarja ölni Declant, Isabella lép a színre. Egy mobiltelefonon folyamatosan tájékoztatta őt Declan. Isabella lelövi a Sakált, akinek a meg nem született gyermeke a lelkiismeretére van írva, beteljesítve ezzel Kozlova őrnagy jóslatát: „Azt mondják, a baszkok a vendettának élnek. Ha gyűlölnek valakit, az örökre szól. És amikor szeretnek, az is ugyanolyan.” Amikor a Sakál ismét felemelkedik, hogy a fegyveréért nyúljon, Declan lelövi.
A Sakált egy névtelen sírban temetik el egy szeméttelep szélén. Preston tájékoztatja Declant, hogy hivatalosan nem kaphat kegyelmet, de a büntetésének utolsó éveit egy alacsony biztonságú börtönben fogja tölteni. Ő maga most már érinthetetlen, mondja, mert megmentette a First Ladyt. Gyanítja, hogy az IRA titkos pénzrejtekhelyet és új személyazonosságot hozott létre Declan számára. Elbúcsúzik az ír férfitól, hogy megigyon egy kávét, így elég időt hagy neki, hogy az távozzon és hazafelé vegye az irányt.

## Szereplők
| Szerep                               | Színész          | Magyar hang        | Magyar hang                    | Magyar hang |
| Szerep                               | Színész          | 1. szinkron (1998) | 2. szinkron (1998–2004 között) |             |
| ------------------------------------ | ---------------- | ------------------ | ------------------------------ | ----------- |
| A Sakál                              | Bruce Willis     | Dörner György      | Sörös Sándor                   |             |
| Declan Joseph Mulqueen               | Richard Gere     | Szakácsi Sándor    | Szakácsi Sándor                |             |
| Carter Preston FBI-igazgatóhelyettes | Sidney Poitier   | Papp János         | Papp János                     |             |
| Valentyina Kozlova őrnagy            | Diane Venora     | Radó Denise        | Makay Andrea                   |             |
| Isabella Celia Zancona               | Mathilda May     | Kiss Erika         | Kisfalvi Krisztina             |             |
| Timothy I. Witherspoon FBI-ügynök    | J. K. Simmons    | Barbinek Péter     | Pálfai Péter                   |             |
| McMurphy FBI-ügynök                  | Richard Lineback | Galambos Péter     |                                |             |
| Donald Brown FBI-igazgató            | John Cunningham  | Jakab Csaba        | Orosz István                   |             |
| Ian Lamont                           | Jack Black       | Stohl András       | Csík Csaba Krisztián           |             |
| Emily Cowan first lady               | Tess Harper      | Menszátor Magdolna |                                |             |
| Woolburton                           | Leslie Phillips  | Pálfai Péter       |                                |             |
| Douglas                              | Stephen Spinella | Megyeri János      | Breyer Zoltán                  |             |
| jamaikai lány                        | Sophie Okonedo   | Mezei Kitty        |                                |             |
| Terek Murad                          | David Hayman     | Horányi László     | Szokolay Ottó                  |             |
| George Decker                        | Steve Bassett    | Albert Gábor       |                                |             |
| Akashi                               | Daniel Dae Kim   |                    |                                |             |
| önmaga                               | Larry King       | Garai Róbert       |                                |             |

## Érdekességek
- Az eredeti regény írója, Frederick Forsythe kikötötte, hogy neve nem szerepelhet a stáblistán.[4]
- Fred Zinnemann, A Sakál napja (1973) rendezője harcba szállt a Universal stúdióval a cím megváltoztatásáért, hogy ne ugyanaz legyen az új film neve, mint az eredeti klasszikusé. Ez mindössze néhány hónappal Zinnemann 1997-ben bekövetkezett halála előtt történt.[4]
- Sean Connery, Liam Neeson és Matthew McConaughey mind meghívást kaptak a filmbe, de a felkérést elutasították.[4]
- Eredetileg Richard Gere-nek a Sakál szerepét ajánlották fel, de ő inkább Mulqueent szerette volna eljátszani.[4]
- A filmben látható washingtoni metrórendszer valójában a Montréal Métro.[5]
- A film egy részét a Pinewood Studiosban vették fel, ezen kívül az USA több államában, valamint Kanadában, Finnországban, Oroszországban is forgattak.[6]

## Fordítás
- Ez a szócikk részben vagy egészben  a   Der Schakal (1997) című német Wikipédia-szócikk fordításán alapul.  Az eredeti cikk szerkesztőit annak laptörténete sorolja fel. Ez a jelzés csupán a megfogalmazás eredetét és a szerzői jogokat jelzi, nem szolgál a cikkben szereplő információk forrásmegjelöléseként.